# Annabeth Gish
Annabeth Gish, ursprungligen Anne Elizabeth Gish, född 13 mars 1971 i Albuquerque, New Mexico, är en amerikansk skådespelare, känd för roller i Arkiv X, Tre tjejer och Double Jeopardy.
Gish är dotter till Robert och Judy Gish. När hon var två år gammal flyttade familjen till Cedar Falls i Iowa, där hon växte upp med sin bror Tim och syster Robin. Hennes far var professor i engelska vid University of Northern Iowa. Även hennes mor arbetade som lärare. Själv gick hon på Duke University och talar flytande spanska.
1986 fick hon sin första filmroll som Rose Chismore i Ökenblom där hon bland annat spelar mot Jon Voight. År 2001 fick hon en roll i Arkiv X efter att David Duchovny hade slutat. Under åttonde och nionde säsongen skulle hon och den andra nykomlingen Robert Patrick ta över efter Duchovny och Gillian Anderson. Tittarsiffrorna gick dock ner och Arkiv X lades ner efter den nionde säsongen. År 2003 började hon gästspela i Vita huset.

## Filmografi i urval
- 1986 - Ökenblom
- 1988 – Tre tjejer
- 1989 - Shag
- 1994 - Scarlett (TV-serie)
- 1994 - Wyatt Earp
- 1995 - Nixon
- 1996 - Chicago Hope (TV-serie)
- 1999 - Double Jeopardy
- 2001–2002, 2016– - Arkiv X (TV-serie)
- 2004 - CSI: Miami (TV-serie)
- 2003–2006 - Vita huset (TV-serie)
- 2010 - Criminal Minds (TV-serie)
- 2011–2012 - CSI: Crime Scene Investigation (TV-serie)